# Carlos Jiménez Villarejo
Carlos Jiménez Villarejo (ur. 3 czerwca 1935 w Maladze) – hiszpański prawnik, długoletni prokurator, a także polityk, deputowany do Parlamentu Europejskiego VIII kadencji.

## Życiorys
Ukończył studia prawnicze na Uniwersytecie w Grenadzie. Od 1962 pracował w zawodzie prawnika przy sądach w Barcelonie, w 1987 stanął na czele regionalnej prokuratury. W 1995 został powołany na głównego prokuratora do spraw korupcyjnych. Funkcję tę pełnił do 2003.
W 2014 wystartował w wyborach europejskich z listy nowo utworzonej lewicowej partii Podemos, uzyskując mandat eurodeputowanego VIII kadencji, z którego zrezygnował po miesiącu.